# Di truyền học và nguồn gốc các loài
Di truyền học và nguồn gốc các Loài là cuốn sách được xuất bản năm 1937 bởi Theodosius Dobzhansky, một nhà sinh học tiến hóa người Mỹ gốc Ukaraina. Nó được coi là một trong những nghiên cứu quan trọng nhất và sớm nhất của thuyết tiến hóa tổng hợp hiện đại. Cuốn sách đã truyền bá nghiên cứu về Di truyền học quần thể cho các nhà sinh học khác, và giá trị của cuốn sánh có ảnh hưởng quan trọng đối với cơ sở di truyền của sự tiến hóa. Trong cuốn sách của mình, Dobzhansky áp dụng những nghiên cứu lý thuyết của Sewall Wright (1889-1988) để nghiên cứu về quần thể tự nhiên, cho phép ông hướng đến giải quyết các vấn đề về quá trình tiến hóa theo một cách mới trong suốt thời gian nghiên cứu của mình. Dobzhansky đã bổ sung các lý thuyết về đột biến, chọn lọc tự nhiên, và quá trình hình thành loài qua cuốn sách của mình để giải thích tập tính của quần thể và những ảnh hưởng của nó đối với di truyền học tập tính. Cuốn sách giải thích sâu về tiến hóa như là một quá trình diễn biến theo thời gian, có vai trò đối với sự đa dạng của tất cả dạng sống trên trái đất. Ở thời điểm đó, đã có những nghiên cứu về tiến hóa nhưng phần lớn các nghiên cứu đó không được chú ý. Dobzhansky đã chứng minh ở thời điểm trước đó, sự tiến hóa của các loài về mặt nguồn gốc và bản chất vẫn được coi là một bí ẩn, nhưng hiện nay những nghiên cứu về tiến hóa sẽ có tiềm năng được nghiên cứu sâu rộng hơn nữa.:8

## Bối cảnh lịch sử
Theo thuyết  Chọn lọc tự nhiên của Darwin, nhiều sinh vật sinh ra lượng con cháu lớn hơn số có khả năng sống sót. Một số con cái mang những biến dị giúp chúng có ưu thế cạnh tranh, và do vậy chúng có cơ hội tốt nhất để sống sót và sinh sản. Yếu tố quan trọng còn thiếu trong thuyết tiến hóa Darwin đó chính là một cơ chế nào đó cho phép sinh vật có thể truyền lại những biến dị ưu thế của chúng cho các thế hệ sau. Việc thiếu một cơ chế tiến hóa như thế khiến thuyết Darwin phải đối mặt với sự công kích từ những thuyết như thuyết Lamarc mới, mà trong đó môi trường có vai trò tác động trực tiếp lên sinh vật, làm thay đổi cấu trúc của chúng. Darwin không biết rằng Gregor Mendel, một thầy tu đã tiến hành các thí nghiệm giải thích tính di truyền của những đơn vị mà ngày nay chúng ta gọi là các gen.
Khi di truyền học Mendel được khám phá lại bởi một số nhà khoa học, thoạt đầu nó làm tăng thêm sự nhầm lẫn. Nhà thực vật học người Hà Lan, Hugo de Vries đã phát triển một thuyết gọi là thuyết đột biến mà theo đó hầu hết các biến dị xuất hiện riêng lẻ và không thể dẫn đến sự biến đổi của loài. Thay vào đó, loài mới được hình thành bởi các đột biến lớn. Lúc đầu, các nhà di truyền học có xu hướng ủng hộ thuyết đột biến, tuy nhiên trong những năm 1920 và 1930 một nhóm các nhà lý thuyết di truyền học– đặc biệt là Ronald Fisher, J. B. S. Haldane và Sewall Wright – cho thấy rằng quy luật của Mendel có thể giải thích được các biến dị liên tục biểu hiện ở các tính trạng sinh học; và chọn lọc tự nhiên có thể hoạt động bằng cách tích lũy liên tục các biến dị, dần dà dẫn đến sự thay đổi lớn. Những nghiên cứu của họ đã hình thành một bộ khung lý thuyết cho sự hợp thành của di truyền vào học thuyết tiến hóa.
Nhiều nhà sinh vật học đã chia thành hai trường phái: các nhà di truyền học, những người chủ yếu làm việc trong phòng thí nghiệm, và các nhà tự nhiên học, những người nghiên cứu quần thể tự nhiên trên thực địa và trong viện bảo tàng, đã đặt nhiều nỗ lực của họ vào nghiên cứu phân loại học. Mỗi nhóm đều đóng góp những khái niệm thiết yếu cho sự hiểu biết về tiến hóa. Các nhà tự nhiên học đã đưa ra khái niệm loài sinh học, định nghĩa loài như một cộng đồng cá thể, bị cách ly về mặt sinh sản và chiếm lĩnh một ổ sinh thái riêng biệt.:273 Họ cũng nhận thấy rằng loài có nhiều kiểu dạng, có những biến đổi theo không gian, thời gian, và rằng tập tính cùng những thay đổi về chức năng có thể dẫn đến sự biến đổi của loài trong quá trình tiến hóa.:570
Hai nhóm nghiên cứu đã sử dụng những phương pháp và thuật ngữ khác nhau. Điều này dẫn đến những khó khăn khi giao tiếp và trao đổi với nhau. Họ thường tranh luận với nhau trong một vài chủ đề học thuật hạn hẹp và thường không tôn trọng quan điểm của nhau. Theo như nhà cổ sinh vật học George Gaylord Simpson đã nói thì các nhà cổ sinh vật học đều cho rằng "một nhà di truyền học là một người tự đóng cửa nhốt mình trong một căn phòng, kéo rèm cửa xuống rồi ngồi nhìn những con ruồi nhỏ nhảy múa với nhau trong những chai sữa, và cứ nghĩ rằng mình đang nghiên cứu về tự nhiên." Trong khi đó, các nhà di truyền học thì cho rằng nhà tự nhiên học cũng "giống như một người muốn nghiên cứu những nguyên lý của động cơ đốt trong mà lại chỉ đứng ở một góc phố rồi nhìn những chiếc xe ô tô vèo vèo chạy qua."

## Xuất bản ấn phẩm
Cuốn sách ban đầu là một seri trong số các bài giảng tại trường Đại học Columbia trong tháng mười và mười một năm 1936. Mùa hè năm 1936, Dobzhansky quyết định tham gia buổi hội thảo do Hiệp hội di truyền học Mỹ  tổ chức tại Woods Hole, bang Massachusetts. Khi nhà di truyền học Leslie Dunn biết được điều này, ông đã mời Dobzhansky giảng những bài giảng đó tại Đại học Columbia. Ông ta đã gửi thư mời Dobzhansky vào tháng tư, và trong vòng một tháng, ông đã đề nghị lấy những bài giảng đó của Dobzhansky làm điểm tựa để viết luận thuyết đại cương về di truyền học tiến hóa. Dobzhansky là một người nhiệt tình, và có thể trong tháng 5 ông sẽ trở lại bài viết đó với tiêu đề  "Di truyền học và nguồn gốc của Loài". Ông đã hình dung bài viết sẽ có hai phần – " phần I sẽ là dữ liệu về các nhân tố làm thay đổi quá trình tiến hóa và phần II sẽ thảo luận về sự tương tác của các nhân tố đó dẫn đến sự hình thành các thứ, nòi và loài." Sau khóa giảng đó (ông nhận được 500USD), Dobzhansky trở lại Pasadena và trong tháng mười hai, Nhà xuất bản Đại học Columbia đã chấp nhận đề cương quyển sách của ông. Tiến độ bài viết được đẩy lên nhanh chóng bởi một tai nạn xe cộ trong tháng 2 năm 1937, khi đó đầu gối của ông bị vỡ khiến ông phải ngồi một chỗ và nhờ vậy tháng tư ông đã có thể gửi một bản thảo để Dunn xem xét.
Trong khi đọc bản thảo, Dunn đã thuyết phục trường đại học chỉnh sửa lại bài giảng của Jesup, một loạt bài giảng có sự tham gia một số giảng viên nổi tiếng trước đó. Người ta đã lùi ngày lại để những bài giảng của Dobzhansky trở thành loạt bài giảng đầu tiên trong seri đó. Loạt bài giảng sinh học của Đại học Columbia cũng được biên tập chỉnh lý lại và khi cuốn sách Di truyền học và nguồn gốc của loài được xuất bản vào tháng 10 năm 1937, nó đã trở thành cuốn thứ 11 trong loạt bài giảng đó.

## Nội dung của sách xuất bản lần thứ nhất
Cuốn sách Di truyền học và nguồn gốc các loài có hai vấn đề chính được giải quyết. Thứ nhất, sự hình thành loài là một vấn đề thực tiễn và phải được giải thích bằng thuyết tiến hóa. Trong tự nhiên, không có một quần thể nào có thể phân tách với quần thể khác chỉ bằng những biến dị nhỏ. Thay vào đó, thế giới tự nhiên được phân thành các loài mà mỗi loài đều sở hữu một tiềm năng biến đổi nhất định.Vấn đề thứ hai đó là tất cả các biến dị đều có thể được giải thích bởi các nguyên lý di truyền học.:xxvi–xxvii
Ấn bản năm 1937 được chia thành chín chương, có nội dung được mô tả dưới đây.

### Sự đa dạng của giới hữu cơ
Chương đầu tiên là sự phác họa tóm tắt những điểm chính của cuốn sách: Thuyết Tiến hóa giải thích các biến dị ở cấp độ cá thể, quần thể cũng như ở cấp độ các loài. Thuyết cũng giải thích được cách ly sinh sản đã diễn ra như thế nào.Và mục tiêu của Thuyết là phải giải thích được rằng tất cả các nguyên lý di truyền này có thể được kiểm chứng trong phòng thí nghiệm.:xxix

### Đột biến gen
Chương thứ hai lập luận rằng các đột biến xảy ra thường xuyên, ngẫu nhiên không định hướng. Hầu hết các đột biến chỉ gây ra tác động nhỏ đến cơ thể nhưng chúng tác động đến tất cả các đặc điểm của sinh vật với các mức độ có nhau từ có lợi đến gây chết. Đột biến cung cấp nguồn nguyên liệu sơ cấp dồi dào cho chọn lọc tự nhiên.:xxix

### Đột biến là một cơ sở cho sự khác nhau giữa các giống, loài
Trong chương thứ ba, Dobzhansky đã chứng minh rằng các đột biến đã quan sát được trong phòng thí nghiệm thì cũng xảy ra trong tự nhiên, nơi mà chúng chịu tác động bởi tự nhiên chọn. Vì vậy, quá trình tiến hóa hình thành loài mới trong tự nhiên và trong phòng thí nghiệm không có sự khác biệt nhau về mặt bản chất.:xxix–xxx

### Sự biến đổi của Nhiễm sắc thể
Trong chương 4, Dobzhansky tiếp tục bàn về chủ đề tính liên tục giữa nghiên cứu phòng thí nghiệm và trong tự nhiên, theo đó những biến đổi về cấu trúc và số lượng nhiễm sắc thể xảy ra ở cả trong phòng thí nghiệm và trong tự nhiên. Ông đã chỉ ra rằng sự chuyển vị nhiễm sắc thể  là tái sắp xếp các đoạn,các phần trên nhiễm sắc thể, là cơ sở giải thích cho sự khác nhau giữa các thứ cà độc dược stramonium (jimson-weed). Đảo đoạn Nhiễm sắc thể, là cơ sở lý giải cho sự khác nhau ở loài ruồi giấm. Ông cũng cho thấy những hiệu ứng này chứng minh rằng các đoạn trên nhiễm sắc thể là những bộ phận có mối quan hệ chặt chẽ với nhau.:xxx

### Biến dị trong các quần thể tự nhiên
Người ta đã thừa nhận rằng nguồn biến dị trong tự nhiên chính là các đột biến và sự sắp xếp lại các nhiễm sắc thể. Dobzhansky đã chú ý đến những kiểu dạng và cách thức duy trì của những đột biến này. Trong ấn bản đầu tiên của cuốn sách, ông coi biến động di truyền là một nhân tố cũng quan trọng như chọn lọc nhiên. Lấy một ví dụ, ông cho rằng biến động di truyền là cơ sở giải thích cho những biến dị được quan sát ở Partula, một loài ốc trên cạn, mặc dù những biến dị này không có ưu thế thích nghi. Ông cho rằng hầu hết các biến dị như thế được gọi là nòi vi địa lý và không mang tính thích nghi. Bởi vì các biến dị không phải lúc nào cũng chịu sự tác động của chọn lọc tự nhiên, cho nên chúng ta cần phải biết kích thước của một quần thể trước khi chúng ta có thể dự đoán động học tiến hóa của nó.:xxxi

### Chọn lọc
Chương thứ sáu thảo luận về bằng chứng của chọn lọc tự nhiên thu được từ những phân tích trong phòng thí nghiệm và quan sát từ thiên nhiên. Ông đã lưu ý đến ví dụ về hiện tượng ngụy trang chẳng hạn như trường hợp hóa melani công nghiệp của loài bướm đêm, và một số động vật chân khớp khác; chúng đã tiến hóa hình thành sắc tố sẫm màu hơn khi phơi nhiễm với môi trường có rất nhiều muội than công nghiệp. Ông đã bác bỏ một số hiểu lầm của những người theo quan điểm Mendel về hiệu quả của chọn lọc, đồng thời cũng bác bỏ những tư tưởng chọn lọc cực đoan của Fisher.:xxxi–xxxii

### Thể đa bội
Trong chương thứ bảy, Dobzhansky thảo luận về thể đa bội, một hiện tượng (phổ biến ở thực vật) mà sinh vật có nhiều hơn hai bộ nhiễm sắc thể. (Ở người là cơ thể lưỡng bội, có một bộ nhiễm sắc thể từ mẹ và một bộ từ bố.) Ông thảo luận về trường hợp trước đây như ở chi  Raphanobrassica cũng gọi là Brassicoraphanus (xem trang Cải bắp lai cải củ Brassicoraphanus), một kết quả giữa lai cải củ với cải bắp. Đây là một ví dụ về sự hình thành loài theo kiểu "biến cố thảm họa", một trường hợp ngoại lệ so với quy luật chung mà ở đó, hình thành loài là một quá trình diễn ra chậm chạp.:29

### Các cơ chế cách ly
Cơ chế cách ly là một cơ chế ngăn cản các thành viên của hai loài khác nhau có thể sinh sản con cháu với nhau một cách thành công. Dobzhansky là người đặt ra thuật ngữ này,:xxxiii và trong chương thứ tám ông đã thảo luận về vai trò của cơ chế cách ly trong sự hình thành loài. Quan điểm của ông là một căn cứ xác đáng cho phép ông ấy xuất bản chúng thành một bài báo nổi tiếng.. Mặc dù các tác giả trước đó đã nhận thức được tầm quan trọng của sự cách ly, tuy nhiên những lý do giải thích cho cơ chế cách ly của họ lại hoàn toàn khác với ông. George Romanes nghĩ rằng sự cách ly là một nguyên nhân của sự thay đổi, trong khi Dobzhansky nhận thấy hai hiệu quả cạnh tranh. Cách ly làm giảm tỷ lệ hình thành sự tái tổ hợp của các gen có hại, nhưng nó cũng hạn chế phạm vi của biến dị di truyền. Như vậy, giá trị thích nghi của một loài luôn giữ ở gần một đỉnh xác định trong phối cảnh thích hợp và sẽ không chuyển tới những giá trị đỉnh thích nghi mới.:29–30
Dobzhansky trình bày một cách phân loại các cơ chế cách ly. Sự phân chia chủ yếu là giữa cơ thể lai bất thụ, mà ông sẽ thảo luận trong chương tiếp theo, và cơ chế ngăn cản các sinh vật giao phối. Chúng bao gồm cách ly địa lý và cách ly sinh thái. Sau khi hai quần thể biến đổi đủ khác biệt thì cơ chế cách ly về mặt "sinh lý" giúp ngăn chặn chúng giao phối với nhau, do đó chúng vẫn sẽ duy trì khác biệt ngay cả khi không còn cách ly về mặt tự nhiên nữa. Sự cách ly này là bước cuối của một quá trình liên tục bao gồm sự phân chia thành các nòi và có liên quan đến nhiều đột biến phức tạp.:30–31

### Tính bất thụ của con lai
Trong chương về cơ chế cách ly, Dobzhansky lấy làm tiếc về "thái độ hời hợt đến kinh ngạc" mà các nhà di truyền học đã dành cho cơ chế cách ly.:254 Chỉ có cơ chế cách ly mà họ đã nghiên cứu đó là tính bất thụ ở con lai vì vậy ông đã dành chương thứ chín để phân tích một cách cụ thể, chi tiết về tổng quan tài liệu của chủ đề này.:xxxiii–xxxiv

## Các thí nghiệm

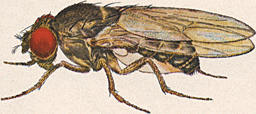
Ruồi giấm đực pseudoobscura

Thông qua nghiên cứu của mình trên đối tượng ruồi giấm pseudoobscura, một loài ruồi quả, Dobzhansky có thể xác định rằng một vài quần của loài này không mang những bộ gen giống hệt nhau. Dobzhansky đã tiến hành thí nghiệm chọn giống trong phòng thí nghiệm, trong vườn, và cũng đã khảo sát liên hệ với các loài trong thiên nhiên nhằm hỗ trợ cho nghiên cứu về mặt tiến hóa hữu cơ. Các dữ liệu trong cuốn sách của ông cho thấy các kiểu biến dị di truyền khác nhau và sự biến đổi nhiễm sắc thể đã được quan sát. Những thí nghiệm này rất quan trọng đối với cuốn sách bởi vì chúng minh họa cho sự chuyển đổi từ phòng thí nghiệm ra môi trường tự nhiên của các nghiên cứu di truyền học. Với đối tượng Ruồi giấm, các nhà nghiên cứu có thể hiểu rõ hơn về cách mà tri thức di truyền học đã khai sáng và đóng góp cho các lĩnh vực khác của sinh học. Nhờ tập trung vào những thuận lợi và khó khăn của đối tượng nghiên cứu cùng những lý giải có tính thuyết phục về di truyền nhiễm sắc thể ở ruồi giấm mà cuối cùng đã phát triển thành lĩnh vực di truyền học của quần thể tự nhiên vào những năm 1930. Tất cả các kết quả từ thí nghiệm của ông đã hỗ trợ cho học thuyết tiến hóa tổng hợp hiện đại.

### Đột biến
Qua thí nghiệm của mình, Dobzhansky phát hiện ra rằng đột biến gen dẫn đến sự tiến hóa diễn ra ở một loài cụ thể.Thích nghi đóng một vai trò lớn trong biến động di truyền và người ta đều biết rằng các gen và đột biến ảnh hưởng đến biến động di truyền trong những điều kiện môi trường cụ thể. Đột biến có thể là kết quả của sự tác động từ môi trường bên ngoài, đặc biệt là nếu một sinh vật sống ở một khu vực với điều kiện sống khắc nghiệt. Một sinh vật có thể thích nghi với môi trường sống của nó giúp chúng dễ đạt được hơn nhu cầu của mình. Khi một sinh vật thích nghi thành công, nó sẽ có tỷ lệ sống sót và sinh sản cao hơn. Vì vậy, chúng sẽ có cơ hội cao hơn để truyền lại các gen đó cho thế hệ sau. Sự di truyền của các gen và alen cho thế hệ sau tiếp tục là một xu hướng trong nghiên cứu thuyết tiến hóa tổng hợp hiện đại mà Dobzhansky trình bày trong cuốn sách.
Dobzhansky nói rằng các đột biến hay biến dị xảy ra trong tự nhiên có thể làm thay đổi quá trình tiến hóa của loài nhờ tác động của chọn lọc tự nhiên. Các đột biến được cho là xuất hiện tương đối hiếm và thậm chí là có hại. Bởi vì toàn bộ vốn di truyền của một sinh vật được hình thành là kết quả của quá trình chọn lọc tự nhiên, hơn nữa những đột biến có hại sẽ bị đào thải, vì thế mà trong quần thể kiểu dại các đột biến được xem là rất hiếm khi xảy ra. Kết quả là, tiến hóa được cho là một quá trình diễn ra tương đối chậm chạp. Một trong những đóng góp lớn của Dobzhansky trong cuốn sách này đó là ông đã chỉ ra quan điểm tiến hóa tiệm tiến là không chính xác. Trong khi phân tích cấu trúc nhiễm sắc thể ở các quần thể ruồi giấm pseudoobscura kiểu dại, Dobzhansky đã phát hiện một số lượng đáng kinh ngạc các biến dị chưa được biết đến. Những biến dị này không thể quan sát được ở bên ngoài cá thể sinh vật. Dobzhansky đề xuất rằng sự bảo tồn những biến dị kiểu này sẽ cho phép quần thể tiến hóa một cách nhanh chóng khi điều kiện môi trường sống thay đổi. Cuốn sách này là một bước ngoặt của thuyết tiến hóa tổng hợp, vì nó thể hiện sự hợp nhất của di truyền học Mendel với học thuyết Darwin.
Trong cuốn sách Di truyền học và nguồn gốc các loài, thể đa bội được coi là một loại đột biến. Tế bào đa bội có số lượng nhiễm sắc thể nhiều gấp hai lần số lượng nhiễm sắc thể đơn bội. Những hiệu quả của thể đa bội giữa hai loài khác nhau do lai tạo, thậm chí còn lớn hơn so với tiến hóa.

### Chọn lọc tự nhiên và sự hình thành loài
Chọn lọc tự nhiên hoạt động trong một môi trường cụ thể tạo ra những cá thể sinh sản thành công, có lợi cho loài. Hình thành loài là một quá trình mà qua đó một loài sinh học mới được hình thành. Dobzhansky đã nghiên cứu các khía cạnh cụ thể của cơ chế cách ly sinh sản, sinh lý và tập tính ở các loài ruồi giấm pseudoobscura và paulistrorum. Cũng như nhiều nghiên cứu khác của mình, Dobzhansky tập trung vào nghiên cứu cơ chế cách ly sinh sản, coi đó như là mục tiêu của nghiên cứu các hoạt động tiến hóa. Đưa mẫu nghiên cứu từ mỗi quần thể trở lại phòng thí nghiệm, Dobzhansky cho thấy rằng ông có thể thay đổi điều kiện môi trường để tạo ra sự thay đổi tương tự về tần số của những kiểu đảo đoạn NST mà ông quan sát  thấy chúng cũng thay đổi theo mùa ở ngoài tự nhiên. Dobzhansky kết luận rằng những biến động theo mùa như vậy là kết quả của hoạt động chọn lọc tự nhiên, ở đó nhiệt độ như là một tác nhân chọc lọc.  Những nghiên cứu kiệt xuất này đã mang lại một cơ sở vững chắc cho lý thuyết về chọn lọc tự nhiên, đồng thời cũng minh họa  đầy đủ cho sự kết hợp nghiên cứu tiến hóa trong phòng thí nghiệm với trên thực địa. Tiến hóa thích nghi diễn ra thông qua sự cạnh tranh sinh tồn của các gen trong loài. Điều này dẫn đến sự gia tăng về tần số của những alen ích kỷ chỉ thúc đẩy hình thành những kiểu hình của riêng chúng. Ông cũng tin rằng loài mới không thể phát sinh từ những đột biến riêng lẻ và phải được cách ly với các quần thể khác của loài theo thời gian, địa lý, môi trường sống, hoặc mùa sinh sản.

## Ảnh hưởng về mặt lịch sử
Cuốn sách Di truyền học và nguồn gốc các loài đã cung cấp những nét chính cho sự tổng hợp của di truyền học với tiến hóa of genetics và nó đã nhận được sự chào đón nồng nhiệt của cả các nhà di truyền học lẫn nhà tự nhiên học. Dobzhansky laid out an advanced account of the evolutionary process in genetic terms, and he backed up his work with experimental evidence supporting the theoretical arguments. This led to the stimulation of the field of evolutionary genetics, and contributions to the theory soon began to follow. This had a powerful impact on naturalists and experimental biologists, who quickly embraced this new understanding of the evolutionary process as one of genetic change in populations. It was not long before the synthesis was broadened to include paleontology, systematics and botany in a series of notable books: Systematics and the Origin of Species (1942) by Ernst Mayr; Tempo and Mode in Evolution (1944) by George Gaylord Simpson; and Variation and Evolution in Plants (1950) by G. Ledyard Stebbins. The emerging synthesis was called the evolutionary synthesis by Julian Huxley in his book, Evolution: The Modern Synthesis.:19 In 1947, a diverse collection of biologists met at a symposium in Princeton and declared their acceptance of this synthesis. However, it was not yet complete. Developmental biologists did not accept that the theory explained their observations, and it was not until the 1970s and 1980s that molecular biology bridged the gap. Also, for decades there was disagreement over whether the unit of selection was the gene or the individual as a whole.
In 1974 all the living founders of the modern synthesis (with the exception of Simpson and Bernhard Rensch) met with historians of biology in a conference to evaluate their work. All acknowledged Genetics and the Origin of Species as the direct instigator of all the work that followed. Ernst Mayr, in The Growth of Biological Thought, said that it was "clearly the most decisive event in the history of evolutionary biology since the publication of the Origin of Species in 1859. :569

## Các giải thưởng
Dobzhansky was plagued by a form of leukemia in his later years, but he remained vigorously active until the day before his death on ngày 18 tháng 12 năm 1975. During his lifetime he was the recipient of many honors and awards. For Genetics and the Origin of Species Dobzhansky was awarded the Daniel Giraud Elliot Medal from the National Academy of Sciences in 1941. Sixty years after its publication, the National Academy of Sciences commissioned a book entitled Genetics and the Origin of Species: From Darwin to Molecular Biology 60 Years After Dobzhansky.
It was also included in the 1990 edition of Great Books of the Western World, placing it with Charles Darwin's two great works The Origin of Species and The Descent of Man. A third edition was published in 1951.